# Miocora aurea
Miocora aurea – gatunek ważki z rodziny Polythoridae. Występuje endemicznie na zboczach Kordyliery Zachodniej w zachodniej Kolumbii.